# Okres Pruszków
Okres Pruzsków (polsky Powiat pruszkowski) je okres v polském Mazovském vojvodství. Rozlohu má 246,31 km² a v roce 2020 zde žilo 166 679 obyvatel. Sídlem správy okresu je město Pruszków, které je součástí varšavské aglomerace.
Jedná se o nejhustěji osídlený okres v Polsku (v roce 2020 činila hustota 673,7 os/km²).

## Gminy
Městské:
- Piastów
- Pruszków

Městsko-vesnická:
- Brwinów

Vesnické:
- Michałowice
- Nadarzyn
- Raszyn

## Města
- Brwinów
- Piastów
- Pruszków

## Demografie
Počet obyvatel (informace z 30. června 2005):
|         | Celkem  | Celkem | Ženy   | Ženy | Muži   | Muži |
|         | Osob    | %      | Osob   | %    | Osob   | %    |
| ------- | ------- | ------ | ------ | ---- | ------ | ---- |
| Celkem  | 144 418 | 100    | 76 023 | 52,6 | 68 395 | 47,4 |
| Město   | 90 189  | 100    | 47 931 | 53,1 | 42 258 | 46,9 |
| Vesnice | 54 229  | 100    | 28 092 | 51,8 | 26 137 | 48,2 |

## Starostové
- Zdzisław Sipiera (1999–2002)
- Elżbieta Smolińska (2002–2014)
- Zdzisław Sipiera (2014–2015)
- Maksym Gołoś (2015–2018)
- Krzysztof Rymuza (2018-2024)
- Adrian Ejssymont (od 2024)